# 논산 개태사 오층석탑
논산 개태사 오층석탑(論山 開泰寺 五層石塔)은 대한민국 충청남도 논산시 연산면 천호리, 개태사에 있는 오층석탑이다. 1985년 7월 19일 충청남도의 문화재자료 제274호로 지정되었다.

## 개요
개태사는 고려 태조 13년(930) 고려 건국을 기념하고자 창건한 사찰로, 이후 폐허가 되어 절터만 남아있던 것을, 훗날 김광영 스님이 새로 건물들을 지어 ‘도광사’라 하였다가 다시 ‘개태사’로 고쳐 부르게 되었다.
절마당에 자리하고 있는 이 탑은 옛 터에 남아 있었는데, 절을 새로 지을 때 이곳으로 자리를 옮긴 것으로, 옮길 당시 아래 부분이 일부 없어져 완전한 제 모습을 갖추고 있지는 않다. 즉, 높직한 바닥돌 위로 기단(基壇)이 없어진 채, 5층의 탑신(塔身)만이 차례로 쌓여 있다. 탑신부의 각 몸돌에는 모서리마다 기둥 모양을 새겼고, 몸돌을 덮고 있는 지붕돌에는 밑면에 4단씩의 받침을 두었다. 꼭대기에는 네모난 받침돌 위로 꽃봉오리 모양의 머리장식이 놓여 있다.
비록 일부가 없어져 본래의 모습을 볼 수 없는 것이 아쉽기는 하나, 조각 기법이 소박하고 단아한 기품이 느껴지는 탑으로, 고려시대의 작품으로 추측된다.

## 참고 자료
- 개태사오층석탑 - 국가유산청 국가유산포털